# Miratemnus segregatus
Miratemnus segregatus är en spindeldjursart som först beskrevs av Albert Tullgren 1908.  Miratemnus segregatus ingår i släktet Miratemnus och familjen Atemnidae. Inga underarter finns listade i Catalogue of Life.